# Similaun
Il Similaun (3.607 m s.l.m.) è una montagna delle Alpi Retiche orientali (sottosezione Alpi Venoste), posta lungo la linea di confine tra l'Italia (Trentino-Alto Adige) e l'Austria (Tirolo).

## Storia
Scalata per la prima volta nel 1834 dagli alpinisti Josef Raffeiner e Theodor Kaserer, è particolarmente famosa perché sulle sue pendici nel 1991 fu scoperto Ötzi, la mummia del Similaun. Il nome del monte è stato pure reso famoso dal romanzo Wally dell'avvoltoio di Wilhelmine von Hillern da cui deriva l'opera lirica La Wally di Alfredo Catalani, le cui vicende conclusive si svolgono proprio qui.

## Salita
La vetta della montagna è facilmente raggiungibile, per alpinisti muniti di equipaggiamento da alta quota e ghiaccio, percorrendo la "via normale" che può essere intrapresa partendo dall'omonimo rifugio Similaun ubicato a 3019 m di quota.

## Toponimo
Il nome della montagna è attestato nel 1470 come Symelewner e nel 1770 come Similaun e deriva forse dal diminutivo del patronimico Simon; il toponimo non è mai stato tradotto in italiano.